# Elmer Wayne Henley
Elmer Wayne Henley Jr. (9 de mayo de 1956) es un asesino en serie estadounidense, actualmente cumple su condena en el Departamento de Justicia Criminal de Texas (TDCJ). Henley fue condenado en 1974 por su participación en una serie de asesinatos conocidos como los Asesinatos en masa de Houston, al menos 28 niños fueron secuestrados, torturados, violados y asesinados por Dean Corll entre 1970 y 1973. Henley y David Owen Brooks (otro cómplice adolescente de Corll), en conjunto e individualmente, engañaron a muchas de las víctimas de Corll para llevarlos a su casa. Henley, de 17 años, asesinó a Corll de seis disparos el 8 de agosto de 1973.
Henley está sirviendo seis condenas consecutivas de 99 años por su implicación en los asesinatos, fue considerado como "el caso más mortífero de asesinatos en serie en la historia estadounidense".

## Juventud
Henley nació el 9 de mayo de 1956 en Houston, Texas, siendo el mayor de los cuatro hijos de Elmer Wayne Henley Sr. y Mary Henley. Su padre era un alcohólico que abusó físicamente de su esposa e hijos. A pesar del abuso, Mary Henley intentó conseguir que sus niños recibieran una educación buena y se alejaran de problemas. La pareja se divorció en 1970 cuando Henley tenía 14 años. La madre de Henley se quedó con la custodia de los cuatro hijos.
Antes del divorcio de sus padres, Henley era un estudiante excelente, después de este evento, comenzó a trabajar medios turnos para ayudar a su madre y sus notas cayeron. A la edad de 15 años, Henley abandonó la escuela. Más tarde sería arrestado por robo, en 1972.
Poco antes de dejar la escuela, Henley entabló amistad con un joven de un grado más alto llamado David Brooks. Henley comenzó a notar que Brooks pasaba sus ratos libres con un hombre mayor, Dean Corll. En un principio, Henley desconocía la naturaleza de la relación entre Brooks y Corll. Más tarde, Henley declaró que, aunque admiraba a Corll por ser un hombre trabajador, también sospechaba que era homosexual, y concluyó que Brooks tenía esas inclinaciones.
A finales de 1971, Henley empezó pasar tiempo en compañía de Corll, éste le dijo a Henley que él organizaba robos, más tarde él, Brooks y Henley robarían varios domicilios, Henley recibía pequeñas sumas de dinero por estos trabajos. En una prueba aparente de valor, Corll le preguntó a Henley si estaría dispuesto a matar si fuera requerido, a lo que Henley respondió "Sí."
El mismo año, Henley se percató de un patrón de desapariciones en su barrio: desde el diciembre anterior, al menos ocho chicos de entre 13 y 17 años habían desaparecido de Houston Heights. Henley era amigo de dos de los chicos, David Hilligiest y Gregory Malley Winkle, quienes habían desaparecido el 29 de mayo de 1971, cuando iban hacia la piscina local. Henley participó activamente en su búsqueda.

## Dean Corll
En el invierno de 1971, David Brooks llevó a Henley con Corll, Henley tenía 15 años. En su confesión dada casi dos años más tarde, Henley dijo a los detectives que Brooks lo engañó para ir con Corll prometiéndole que podría participar en "un negocio donde podría hacer algún dinero." En casa de Corll (dónde probablemente había sido llevado como víctima potencial), Corll le dijo a Henley que pertenecía a una organización con sede en Dallas, la cual reclutaba a chicos jóvenes para ser abusados sexualmente. A Henley le ofrecieron la misma tarifa que a Brooks, doscientos dólares por cualquier chico que pudiera llevarle a Corll.
Más tarde, Henley, contó a la policía que, por varios meses, él había ignorado completamente la propuesta de Corll. Aun así, a principios de 1972, decide que " encontraría un chico" para Corll debido a su difícil situación financiera. En casa de Corll; Corll y Henley ingeniaron un plan llevar a un chico a la casa, Henley esposaría sus propias manos por detrás, se liberaría, y después incitaría al chico para que probara ponerse las esposas. El par condujo alrededor de Houston Heights y, en la esquina de la 11 y Studewood, Henley persuadió a un joven para que entrara en el GTX de Corll. La víctima fue llevada con engaños al departamento de Corll en la calle Schuler, con la promesa de fumar marihuana. En el departamento de Corll, Henley ayudó a engañar al adolescente para que se pusiera las esposas, entonces vio cómo Corll golpeó al joven, ató sus pies y cubrió su boca con cinta. Henley entonces dejó al chico solo con Corll, pensó que sería vendido para ser abusado sexualmente. Al día siguiente, Corll le pagó a Henley doscientos dólares.
Henley no conocía la identidad de la primera víctima, aunque es posible que fuera Willard Karmon Rama, de 17 años, quien desapareció en febrero de 1972 y cuyo cuerpo emasculado y estrangulado fue enterrado en el cobertizo de Corll.

### Participación en los asesinatos
El 24 de marzo, Henley, en compañía de Corll y Brooks, persuadió a un amigo de 18 años, llamado Frank Aguirre, para que lo acompañara a casa de Corll a fumar marihuana. En casa de Corll, le ofrecieron marihuana, y lo persuadieron para que se esposara. Corll arrastró a Aguirre a su dormitorio y lo ató a su mesa de tortura donde éste fue violado, torturado y estrangulado antes de ser enterrado en Playa de High Island. Henley más tarde declaró que intentó hablar con Corll para que dejara de violar y asesinar, pero Corll lo ignoró. En este punto, Corll le confesó que el joven al que anteriormente había ayudado a secuestrar, había sido asesinado y que Aguirre tendría el mismo destino. Más tarde, Corll y Brooks le dijeron a Henley que su amigo de la niñez, David Hilligiest, también había sido asesinado y enterrado en su cobertizo junto con su compañero de natación, Gregory Malley Winkle.
A pesar estas revelaciones, Henley continuó ayudando a Corll y Brooks con las abducciones y asesinatos de jóvenes. Menos de un mes más tarde, Henley y Brooks persuadieron a otro amigo del suyo, Mark Scott, de 17 años, para asistir a una fiesta en casa de Corll. Al igual que Frank Aguirre, Scott fue violado, torturado, estrangulado y enterrado en la Playa de High Island. Poco después, otros dos chicos de Houston Heights, Billy Baulch y Johnny Ray Delone, serían asesinados y enterrados en High Island el 21 de mayo.
Corll se mudó a una dirección en las Torres Westcott en junio de 1972 y después de un mes, un joven de 17 años llamado Steven Sickman, fue asesinado. El 3 de octubre, Henley ayudó a Corll con la abducción y asesinato de dos chicos de Houston Heights llamados Wally Simoneaux y Richard Hembree. David Brooks declaró que Henley disparó accidentalmente a Hembree, según la confesión de Brooks, "justo entró (a la habitación donde los dos chicos estaban atados) agitando la .22 y accidentalmente disparó a uno de los chicos en la mandíbula." Ese mismo día, los dos chicos fueron asesinados y enterrados en el cobertizo. Un mes más tarde, un joven de 19 años llamado Richard Kepner fue secuestrado mientras caminaba hacia un teléfono público para llamar a su prometida.
Richard Kepner fue asesinado y enterrado en High Island, para ese entonces, Henley había ayudado en la abducción y asesinato de por lo menos nueve adolescentes. El 1 de febrero de 1973, Corll secuestró y asesinó a un joven de 17 años llamado Joseph Lyles, aparentemente sin la asistencia de Henley, quién se había mudado temporalmente a Mount Pleasant a principios de 1973.
En la primavera de 1973, Henley intentó enlistarse en la Marina de Estados Unidos, pero su aplicación fue rechazada el 28 de junio debido a que abandonó la escuela y a que tenía una educación limitada —más tarde, una prueba de inteligencia revelaría que su IQ era de 126. En una entrevista de 2010, Henley declaró: "Sabía que no podía irme. Si me iba, sabía que Dean iría por alguno de mis hermanos, siempre le gustaron demasiado."
Entre junio y julio de 1973 Henley, Brooks y Corll mataron a siete víctimas más de entre quince y veinte años, Henley participó en la abducción o asesinato de al menos cinco de ellos.
El 4 de junio, un amigo de Henley de 15 años, llamado Billy Lawrence, fue secuestrado y, después de 3 días de abuso y tortura en el nuevo domicilio de Corll en Pasadena, fue estrangulado y enterrado en Lago Sam Rayburn.
Menos de dos semanas más tarde, un autostopista de 20 años, llamado Raymond Blackburn, fue estrangulado y enterrado en el Lago Sam Rayburn, poco antes un chico de South Houston de 15 años, llamado Homero Garcia, fue baleado y enterrado en la misma ubicación. Dos chicos más, John Sellars y Michael Baulch, fueron asesinados el 12 y 19 de julio. El 25 de julio, Henley engañó a dos amigos suyos llamados Charles Cobble y Marty Jones al apartamento de Corll, dos días más tarde, los dos chicos fueron asesinados y enterrados en el cobertizo de Corll.
El 3 de agosto, Brooks y Corll – sin la ayuda de Henley– secuestraron y mataron a un chico de 13 años llamado James Dreymala. Dreymala fue atado a la mesa de tortura de Corll, fue violado, torturado y asesinado antes de ser enterrado en el cobertizo del bote de Corll..

## La fiesta del 8 de agosto
El 8 de agosto de 1973, Henley trajo una víctima potencial a casa de Corll prometiéndole que habría una fiesta, era Timothy Kerley, de 19 años. Antes de que Corll fuera capaz de maniatar a Kerley a su tablero de tortura; Brooks y Kerley dejaron la casa de Corll para ir por comida. Los chicos regresaron más tarde en compañía de una chica de 15 años llamada Rhonda Williams. Corll se puso furioso porque habían traído a una chica a su casa, diciendo a Henley en privado que "había arruinado todo". En el exterior, Corll parecía tranquilo: esperó hasta que Henley y los otros dos adolescentes se quedaran dormidos después de la fiesta para cubrirles los ojos y amordazarlos.
Henley despertó y encontró a Corll colocándole esposas en sus muñecas, Kerley y Williams que habían sido atados y amordazados, yacían junto a Henley en el piso.
Corll entonces arrastró a Henley a su cocina y le colocó una pistola calibre .22 contra el estómago, amenazando con dispararle. Henley suplicó por su vida, prometiéndole participar en la tortura y asesinato de otros jóvenes si Corll lo dejaba ir. Corll aceptó y desató a Henley, entonces llevó a Kerley y Williams a su dormitorio y los ató a su mesa de tortura: Kerley boca abajo; Williams boca arriba.
Corll le dio a Henley un cuchillo de cacería, le ordenó que cortara la ropa de Williams, insistiendo que violaría y mataría al chico siempre y cuando Henley hiciera lo mismo con Williams. Henley comenzó a cortar la ropa de la chica, Corll había dejado la pistola sobre la mesa, se desnudó y se puso sobre Kerley.

### Muerte de Corll
Cuando Corll comenzó a violar y torturar a Tim Kerley, Henley comenzó a cortar la ropa de Williams con el cuchillo que le había entregado. Mientras lo hacía, Williams levantó su cabeza y le preguntó a Henley, "¿Es esto de verdad?" Henley respondió que sí, Williams entonces le preguntó a Henley que si "pensaba hacer algo al respecto," a lo que Henley tomó la pistola y le ordenó a Corll que parara, gritando, "¡Has ido demasiado lejos, Dean!".
Aún con un arma apuntándole, Corll no fue intimidado: caminó hacia Henley gritando, "¡Matame, Wayne! ¡No lo harás!" Henley le dio un mal tiro en la frente, que no penetró el cráneo. Mientras Corll continuaba avanzando, Henley le disparó dos veces más en el hombro, lo que hizo a Corll salir tambaleando de la habitación donde estaban los chicos. Henley disparó tres veces más, matándolo. Liberó a Kerley y Williams, llamó a la policía de Pasadena y posteriormente confesó su participación en los asesinatos de Houston.

## Confesión
En la tarde del 8 de agosto, Henley confesó a la policía que, por casi tres años, él y David Brooks habían ayudado a conseguir chicos adolescentes – algunos habían sido sus propios amigos– para Dean Corll. Henley declaró que desde el invierno de 1971, había participado activamente en las abducciones y, más tarde, en los asesinatos de las víctimas. Declaró que Brooks también había sido un cómplice activo – y por más tiempo que él.
Henley declaró que Corll les pagaba $200 por cada víctima que llevaban a su apartamento, e informó a la policía que Corll había enterrado la mayoría de sus víctimas en un cobertizo para barcos en el suroeste de Houston, y otros en Lago Sam Rayburn y Playa de High Island. Aceptó acompañar a la policía a cada uno de los sitios de entierro para ayudar en la recuperación de los cuerpos.
En uno de los momentos más dramáticos en la historia televisiva de Houston, Jack Cato, un reportero de la NBC de Houston, acompañó a Henley y a la policía mientras que Henley los guiaba al cobertizo donde él y Corll habían enterrado a algunas de las víctimas. Cato le permitió a Henley usar el teléfono para llamar a su madre, Henley le dijo, "Mamá, asesiné a Dean" mientras todo quedaba grabado en video. La grabación se transmitió varias veces en la televisión local y nacional.
Entre el 8 y 13 de agosto de 1973, los cuerpos de 27 chicos de entre 13 y 20 años fueron encontrados en las tres ubicaciones que Henley (y más tarde, Brooks) habían declarado, una víctima adicional fue descubierta en 1983. Diecisiete de las víctimas fueron encontradas en el cobertizo para barcos, cuatro víctimas en el Lago Sam Rayburn, seis cuerpos en la Playa de High Island (el cuerpo de Mark Scott fue enterrado aquí pero aún no ha sido encontrado) y el cuerpo de una 28.ª víctima en Playa de Condado del Jefferson en agosto de 1983. Todas las víctimas eran hombres jóvenes y muchos habían sido sexualmente torturados y violados. Las autopsias revelaron cada víctima había fallecido por estrangulamiento, disparo o una combinación de ambos.
En el juicio de Henley, en 1974, uno de los seis cuerpos enterrados en High Island, Manning Sellars de 17 años, no podía ser catalogado como víctima de Corll por el patólogo forense quién examinó sus restos. El joven, que desapareció el 12 de julio de 1973, había muerto de cuatro disparos de rifle, mientras que el resto de las víctimas de los Asesinatos de Masa del Houston habían sido estrangulados o asesinados con la pistola calibre .22 que Henley había usado para matar a Corll. Sin embargo, Henley y Brooks habían llevado a la policía hacia el cuerpo de Sellars, quien había sido enterrado de manera similar al resto de las víctimas.

## Acusación
El 13 de agosto de 1973, un jurado se reunió en el Condado de Harris para oír la evidencia contra Henley y Brooks. El jurado escuchó a Rhonda Williams y Tim Kerley, quienes contaron lo sucedido el 7 y 8 de agosto, también se oyó el testimonio de varios agentes policiales quienes repitieron y discutieron las declaraciones hechas por Brooks y Henley. El jurado también oyó el testimonio de Billy Ridinger, quién había sido secuestrado por Corll, Henley y Brooks en 1972 y quién testificó haber sido torturado y abusado a manos del trío.
Después de escuchar la evidencia presentada, el jurado inicialmente le imputó a Henley tres cargos por asesinato y uno a Brooks. La fianza se fijó en $100,000 dólares. Henley no fue acusado por el asesinato de Corll, por haber ocurrido en defensa propia.
El 8 de octubre, Henley y Brooks fueron a corte para pactar un acuerdo. A Henley le imputaron seis cargos por asesinato y a Brooks, cuatro. Ambos jóvenes se declararon inocentes.

## Juicio y condena
Henley fue llevado a juicio a San Antonio en julio de 1974, acusado de los asesinatos de seis chicos adolescentes, a quienes había llevado al apartamento de Corll entre marzo de 1972 y julio de 1973. Durante su juicio, Henley estuvo representado por Will Gray y Edwin Pegelow.
El Estado de Texas presentó un total de 82 piezas de evidencia durante el juicio de Henley, incluyendo la confesión escrita de Henley del 8 de agosto, la cual fue leída en el tribunal, en ésta, admitía haber matado o colaborado con el secuestro o asesinato de varios jóvenes, incluyendo los seis adolescentes que lo llevaban a juicio. Otras piezas de evidencia incluían la caja de madera utilizada para transportar los cuerpos de las víctimas y la mesa de tortura. Dentro de la caja de madera, los detectives habían encontrado varios cabellos humanos provenientes de Charles Cobble. Un total de 25 testigos identificaron a Henley como implicado en las abducciones y asesinatos. En un punto del juicio, el Detective David Mullican testificó que Henley había dicho que con el fin de retener a las víctimas; él, Brooks y Corll esposaban a las víctimas a la mesa y a veces a una pared con sus bocas tapadas con cinta para que no pudieran hacer ruido". Siguiendo el consejo de la defensa, Henley no testificó. 
El 16 de julio de 1974, después de oír los argumentos de las dos partes, el jurado se retiró para discutir su veredicto. Después de una hora de deliberación dieron su conclusión: Henley fue encontrado culpable y sentenciado a seis condenas consecutivas de 99 años de encarcelamiento. El 25 de julio, Henley y sus abogados pidieron una apelación, argumentando fallas en el proceso.

### Apelación
En 1978 la condena de Henley fue apelada Fue a juicio por segunda vez en junio de 1979 y fue hallado culpable nuevamente, recibiendo la misma sentencia.
En febrero de 1975, David Brooks fue llevado a juicio por el asesinato de Billy Ray Lawrence. Fue hallado culpable y condenado a cadena perpetua el 4 de marzo. Henley fue elegible para obtener libertad condicional el 8 de julio de 1980; pero le fue negada. Henley volverá a tener esta oportunidad en el 2025, cuando tenga 69 años.
Actualmente cumple condena en la prisión Mark W. Michael en el Condado de Anderson.

## Controversia
En 1994, por sugerencia de un comerciante de arte de Luisiana, Henley empezó a pintar por hobby, como un medio de generar ingresos para él y su madre. Henley se niega a pintar imágenes violentas: muchos de sus trabajos se describen como serenos, son imágenes como paisajes, edificios y flores. En la mayoría utiliza acrílicos y grafito.
En entrevistas, Henley ha declarado que es daltónico. Por lo que los las imágenes donde aparecen personas son siempre pintadas en blanco y negro.
Un amigo por correspondencia de Henley, ha organizado varias exposiciones de sus obras. En 1997, una galería de Houston presentó su primera muestra de arte. Esta exposición generó enojo de parte de familiares de las víctimas. En 1999 la ciudad de Houston mostró interés en construir un monumento a víctimas de delitos violentos, Henley dijo estaría dispuesto a ayudar a pagarlo con lo recaudado en un segundo espectáculo de arte.

## Medios de comunicación
- Una película vagamente inspirada en los Asesinatos en Masa de Houston, Freak Out, fue lanzada en 2003. La película estuvo dirigida por Brad Jones, quién también protagonizó a Dean Corll.[30]
- In a Madman's World de 2014.[31] Dirigida por Josh Vargas, está basada directamente en Elmer Wayne Henley. En el documental, The Killing of America, se presenta una sección dedicada a los Asesinatos en Masa de Houston.
- En Investigation Discovery se transmitió un documental sobre los Asesinatos en Masa de Houston, apareció dentro de la serie, Most Evil. Este episodio llamado "Manipuladores", fue transmitido en 2014.[32]
- En el capítulo 4 de la temporada 2 de la serie Mindhunter, los protagonistas entrevistan a Elmer Wayne Henley en prisión.